# Yōji Sakate
Yōji Sakate (坂手 洋二, Sakate Yōji, né en 1962 à Kakegawa, préfecture d'Okayama) est un dramaturge et écrivain japonais.

## Biographie
Sakate étudie la littérature japonaise à l'université Keiō. En 1983, il fonde la compagnie théâtrale Rinkōgun (燐光群).
En 1990, Sakate est lauréat du prix Kunio Kishida pour gomi Bukuro o kokyu suru yoru no monogatari (Breathless–Tokyo Garbage Bag). En 2002, il est récompensé du prix Yomiuri (catégorie théâtre) pour Yaneura (« Le Grenier »). DA-RU-MA-SA-N-GA-KO-RO-N-DA, qui traite de la question des mines terrestres, remporte le prix Nanboku Tsuruya (鶴屋南北戯曲賞). Sakate, par ailleurs président de l'« Association japonaise des dramaturges » (日本劇作家協会 , Nihon Gekisakka Kyōkai), est distingué en 2002 par le prix Kinokuniya de théâtre.

## Pièces (sélection)
- Yaneura (屋根裏, Le Grenier, traduit par Andreas Regelsberger[3]), pièce en un acte, première représentation: 2002
- Daruma-san ga koronda (DA-RU-MA-SA-N-GA-KO-RO-N-DA), pièce en un acte, pr. rep. : 2004, 2011 im Gallus Theater Frankfurt[4].

- 1990 « À bout de souffle »
- 1993 « Épitaphe pour les baleines »
- 1999 « L'Empereur et le baiser »
- 2002 « Le Grenier » (屋根裏, Yaneura)
- 2004 « Le gobelet tombe »[1]

### Essais
- (de) Sakate Yôji (trad. du japonais par Lisa Mundt), Ein zweiter Geburtstag Können wir noch einmal neu anfangen?, Goethe Universität Frankfurt, 2011 (lire en ligne)

## Réception
Le dramaturge norvégien Henrik Ibsen est souvent appelé le « père du théâtre moderne » parce qu'il est le premier à faire paraître sur scène des gens ordinaires. Dans les œuvres d'Ibsen, la critique sociale et la confrontation de l'individu avec la société et ses conventions sont très souvent des thèmes de premier plan. Avec la mise en scène d'Un ennemi du peuple au théâtre Haiyu-za, Sakate réussit son hommage à Ibsen.